# Jaja Verlag
Der Jaja Verlag ist ein Berliner Independent-Verlag mit dem Schwerpunkt Comic und Illustration.

## Der Verlag
Der Jaja Verlag wurde 2011 von der Grafikerin Annette Köhn in der Ateliergemeinschaft Musenstube in Berlin-Neukölln gegründet. Schwerpunkt des Programms bilden Comics und illustrierte Werke in verschiedenen Formaten. Daneben werden Koch- und Kinderbücher, Kalender, Kunstbände und Postkarten verlegt. Als Autoren fungieren überwiegend Nachwuchskünstler, aber auch schon etablierte wie Comiczeichner Klaus Cornfield. Der Verlag präsentiert sich regelmäßig auf Messen, u. a. dem Comic-Salon Erlangen, dem Comicfestival München und der Leipziger Buchmesse.

### Autoren (Auswahl)
Michael Beyer, Joachim Brandenberg, Christopher Burgholz, Federico Cacciapaglia, Klaus Cornfield, Jennifer Daniel, Tanja Esch, Tine Fetz, Tim Gaedke, Marie Geissler, Hanna Gressnich, Maximilian Hillerzeder, Ulrike Jensen, Alexander von Knorre, Annette Köhn, Valentin Krayl, Till Lassmann,  Ulla Loge, Sarah Marschall, Alexandra Rügler, Eric Schneider, Maki Shimizu, Paulina Stulin, Detlef Surrey, Jan Vismann und Dominik Wendland.

## Preise und Auszeichnungen
Verlagsleiterin Annette Köhn wurde für den Jaja Verlag 2015 mit dem Victor Otto Stomps-Preis (Förderpreis) ausgezeichnet. Autorin Paulina Stulin wurde 2015 mit dem ICOM Independent Comic Preis (herausragendes Szenario) für die Graphic Novel The Right Here Right Now Thing geehrt. 2016 prämierte der ICOM das Buch Tobisch von Joachim Brandenberg zum „besten Independent-Comic“ und Jan Vismann als „besten Newcomer“ für das Album Nomaden. Der Jaja Verlag selbst wurde mit einem Sonderpreis für das gesamte Programm geehrt. 2018 wurde der ICOM Independent Comic Preis (herausragendes Szenario) an Federico Cacciapaglia für Immigrant Star vergeben. EGOn von Dominik Wendland erhielt im Jahr 2019 den Rudolph-Dirks-Award (Kategorie SciFi – Alternate History). 2019 wurde Maertens von Maximilian Hillerzeder mit dem GINCO Award ausgezeichnet (bester Lang-Comic). 2020 erhielt Büke Schwarz für ihren Comic Jein den GINCO Award in der Kategorie Bester Lang-Comic.
2021 und 2022 erhielt der Verlag den Deutschen Verlagspreis.